# 1944 (filme)
1944 é um filme de drama estoniano de 2015 dirigido e escrito por Elmo Nüganen. Foi selecionado como representante da Estônia à edição do Oscar 2016, organizada pela Academia de Artes e Ciências Cinematográficas.

## Elenco
- Kaspar Velberg - Karl Tammik
- Kristjan Üksküla - Jüri Jõgi
- Maiken Schmidt - Aino Tammik
- Gert Raudsep - Ants Saareste